# Société des amis des Noirs
|                                                                                                 |  |  |
| Adresses de la Société des amis des Noirs à l'Assemblée nationale en février 1790 et mars 1791. |  |  |

La Société des amis des Noirs est une association française créée le 19 février 1788 qui avait pour but l'égalité des Blancs qui étaient autrefois considérés comme supérieurs et des Noirs libres dans les colonies, l'interdiction immédiate de la traite des Noirs et progressive de l'esclavage, ; d'une part dans le souci de maintenir l'économie des colonies françaises, et d'autre part dans l'idée qu'avant d'accéder à la liberté, les Noirs  devaient y être préparés, et donc éduqués.
Cette association fut fondée par Jacques Pierre Brissot, Étienne Clavière et l'abbé Grégoire, avec un système d'élections trimestrielles. Plusieurs présidents se sont succédé, parfois durant plusieurs mandats, mais jamais de manière  consécutive : Jacques Pierre Brissot, Étienne Clavière, Condorcet et Jérôme Pétion de Villeneuve.
Le Club de l'hôtel de Massiac, fondé par de riches colons de Saint-Domingue et des Petites Antilles, fut son principal adversaire concernant la traite et l'esclavage.

## Historique

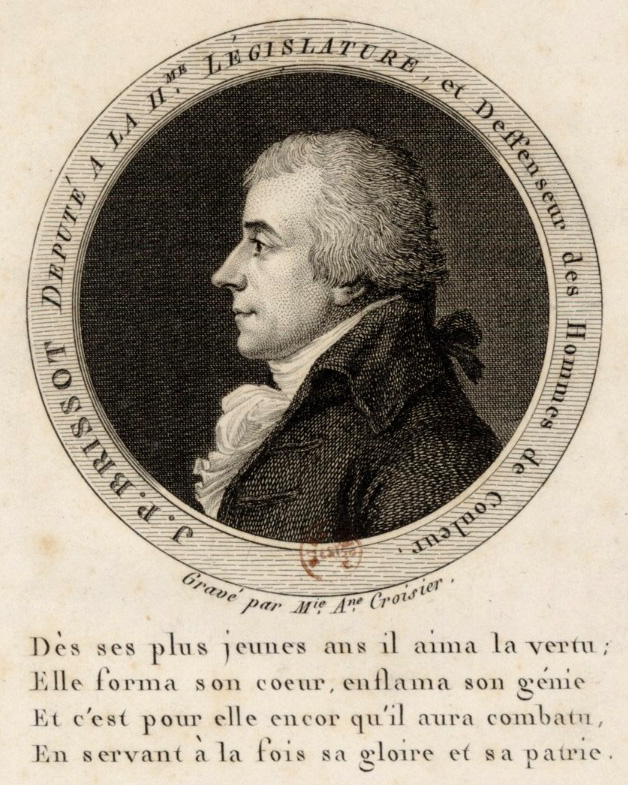
J. P. Brissot, député à la et défenseur des hommes de couleur,
estampe gravée par Marie-Anne Croisier, Paris, BnF, département des estampes, 1791-1793.

Première association française abolitionniste, cette Société est créée le 19 février 1788, jour où elle tient ses premières résolutions lors de sa séance inaugurale au n° 3 rue Française chez Jacques Pierre Brissot.

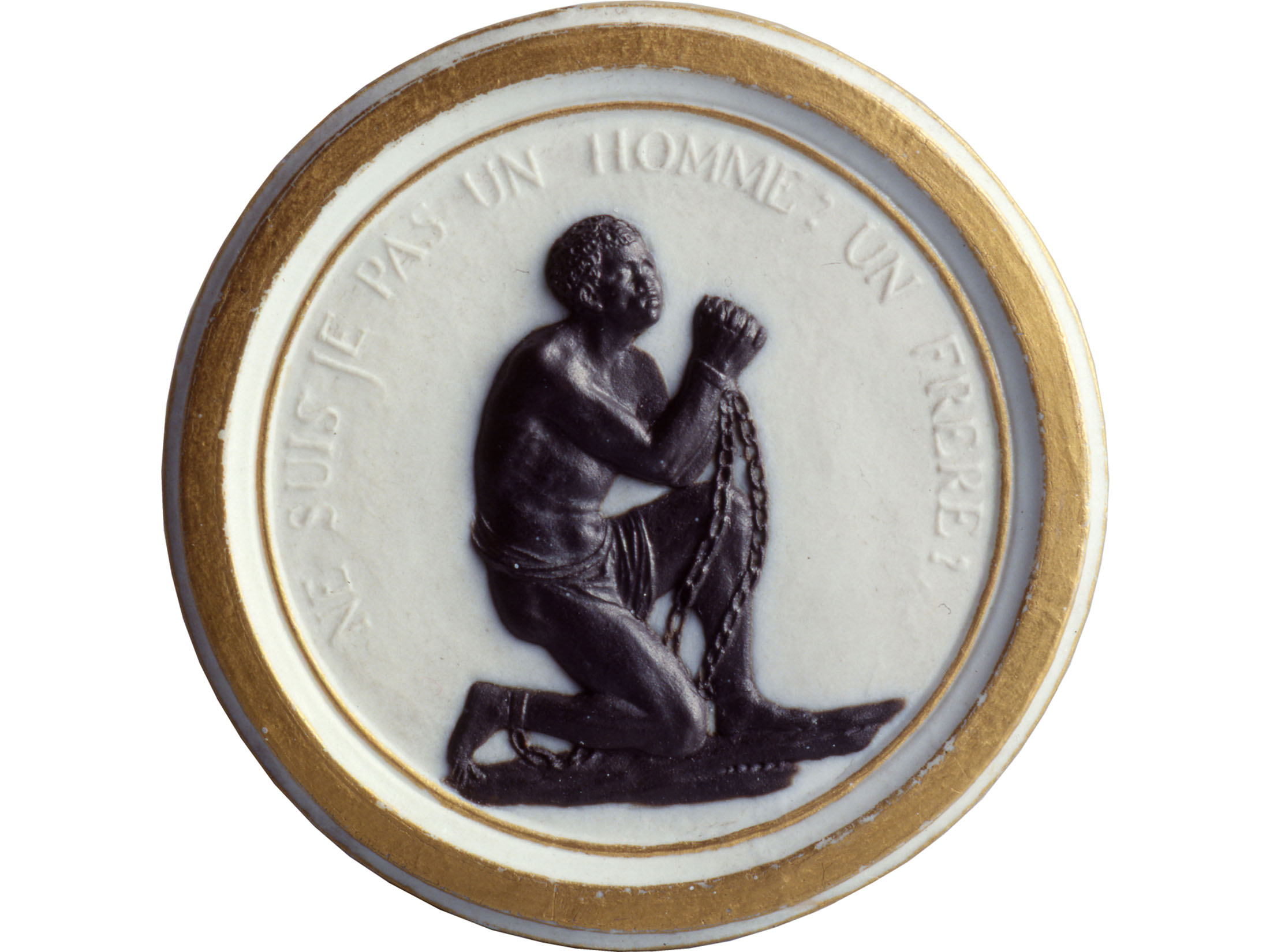
Ne suis-je pas un homme ? Un frère ?
Médaillon abolitionniste, Musée national Adrien-Dubouché.

Cette société a pour modèle une société créée au Royaume-Uni un an plus tôt, la Society for Effecting the Abolition of the Slave Trade (Société pour l'abolition du commerce des esclaves) dont Thomas Clarkson, un des cofondateurs, invite Jacques Pierre Brissot à une des réunions.
Elle adapte le médaillon créé par Josiah Wedgwood pour la société abolitionniste londonienne en 1787, et traduit sa devise : « Ne suis-je pas un homme ? Un frère ? »
En 1789, cette société compte 141 membres, dont des personnalités telles que Mirabeau, Condorcet, La Fayette, l'abbé Henri Grégoire, l'abbé Sieyès, Louis Alexandre de La Rochefoucauld (1743–1792), duc de La Rochefoucault, Louis Monneron, et Jérôme Pétion de Villeneuve. Le mouvement abolitionniste ne se réduisait cependant pas à la Société des amis des Noirs. Contrairement à ce qui s'est souvent dit, Robespierre n'en fit jamais partie (même s'il fit campagne pour l'abolition de l'esclavage), pas plus qu'Olympe de Gouges, d'après ses propres dires - au moins pendant ses deux premières années d'existence.
Entre 1789 et 1791, la Société des amis des Noirs publie dans les journaux Le Patriote français, l'Analyse des papiers anglais, le Courrier de Provence, la Chronique de Paris et l'Adresse de la Société des amis des Noirs à l'Assemblée nationale qui connaît deux éditions, l'une en février 1790 et l'autre en mars 1791.
En 1791, Brissot, Nicolas de Condorcet, Emmanuel de Pastoret, Pierre Vergniaud, Gensonné, Guadet, Jean-François Ducos et Jean Philippe Garran de Coulon parviennent à réaliser une partie du programme de la Société des amis des Noirs (dont étaient seulement membres les trois premiers), en faisant adopter le 24 mars 1792 un décret législatif accordant aux hommes libres de couleur l’égalité civique. Peu après, le 10 avril, Condorcet et Pastoret tentèrent sans succès de faire abolir la traite.
Société élitiste, de programme « modéré » et gradualiste, elle mena une activité de publications, de traductions, d'interventions auprès de l'administration et du gouvernement, d'abord contre la traite des Noirs, puis pour l'égalité des droits des métis libres. Elle fut initialement mise en échec dans ces initiatives par les colons de Saint-Domingue et leurs représentants, notamment Antoine Barnave, regroupés à Paris dans le Club Massiac, riches en moyens et réseaux de relations, puissants à la cour, dominant la Constituante, puis la Législative à ses débuts. Elle contribua cependant à la popularisation des idées antiesclavagistes, en France et dans les colonies, et participa au renforcement, dans la conscience de nombreux Noirs et métis, de la légitimité de leurs droits d'hommes, et de celle de leurs luttes. Ainsi, face aux difficultés rencontrées pour faire avancer ces idées, certains Amis des Noirs, tel l'abbé Grégoire, se sont exprimés en ce sens en septembre 1791 au Club des jacobins.
Les membres de la Société furent néanmoins très vite absorbés par les activités administratives et ministérielles, particulièrement à partir du ministère Girondin, et l'activité de la Société déclina. En mars 1792 ce ministère girondin en la personne notamment de Clavière parvint à convaincre Louis XVI de sanctionner le 4 avril 1792 le décret législatif du 24 mars consacrant l'égalité des Blancs et des hommes de couleur libres.
Lors de la révolution haïtienne, un des trois commissaires envoyés en 1792 par l’Assemblée nationale législative pour rétablir son autorité est Léger-Félicité Sonthonax, il est membre de la Société des Amis des Noirs. En février 1793, à la suite de l’exécution de Louis XVI, l’Angleterre et l’Espagne déclarent la guerre à la République. En quelques mois, la plus grande partie de Saint-Domingue est envahie et de nombreux colons prennent les armes. Le commissaire de la République Sonthonax, rapidement conscient que la situation ne peut être redressée, choisit de proclamer le 21 juin 1793 l’affranchissement de tous les esclaves du nord de Saint-Domingue qui se battront pour la République.
Après l’abolition de 1794 valable pour l'ensemble des colonies françaises, l’association est reconstituée pour quelques mois sous le nom « Société des Amis des Noirs et des Colonies ».

## Politique et héritage
Penchant politiquement dès 1790 vers les Girondins, la Société des amis des Noirs qui avait tant fait pour déshonorer l’esclavage et disqualifier l’argumentation colonialiste dominante montra les limites de ses orientations modérées, fidèle à sa recherche d'une abolition progressive et du soutien des colons, alors que ses principaux membres étaient arrivés au gouvernement. Elle choisit de tenter de réprimer l'insurrection des esclaves, préférant accorder la pleine qualité de citoyens aux seuls hommes libres de couleur. Mais elle fut très vite dépassée, et par le sort politique des Girondins, et par la rapide évolution de la situation politique en France et à Saint-Domingue, qui aboutit à la proclamation de l'abolition de l'esclavage par la Convention montagnarde et le Comité de salut public le 4 février 1794.
Par ailleurs, dès sa création et même après sa disparition (vers l'automne 1791) elle fut rendue responsable, par ses informations, des révoltes et agitations des esclaves à partir de 1789. Elle fut dénoncée par les partisans de l'esclavage et de la colonisation, jusqu'à la seconde et dernière abolition de l'esclavage dans les colonies françaises, d'être là cause principale du soulèvement des esclaves de Saint-Domingue en août 1791, et de la perte de la colonie. Accusations maintes fois renouvelées dans la première moitié du XIXe siècle. Elle fut également accusée par les colons et les armateurs d'être aux mains des Anglais pour affaiblir la France.
Cependant, aux côtés d'Olympe de Gouges, et pendant plus de trois ans, ses membres furent presque seuls à se préoccuper de ces questions et, de ce fait, se montrèrent plus avancés sur le sujet que nombre de révolutionnaires jacobins ou cordeliers. En mars 1790, Mirabeau prononce au club des Jacobins un discours resté longtemps inédit contre la traite des noirs. Il y emploie, pour désigner les navires négriers, l'expression « bières flottantes ». En février 1791, dans un pamphlet contre Gouy d'Arcy, le député esclavagiste de Saint-Domingue, Brissot déforme l'expression en « longues bières ». Or, en avril 1793, dans son projet de déclaration des droits de l'homme et de réglementation de la propriété, opposé à celui de Condorcet, Robespierre, qui ne fut jamais membre de la société, reprend l'expression « longues bières » originaire donc de deux membres fondateurs de la Société des amis des noirs, auxquels il était opposé sur d'autres terrains. Mais à l'origine peut-être y a-t-il aussi l'adoption, le 11 août 1792, par l'Assemblée législative finissante, d'un deuxième décret colonial méconnu de l'historiographie coloniale des XXe et XXIe siècles. Ce décret abroge les primes offertes annuellement par la royauté depuis 1784 aux armateurs négriers . Le décret est renouvelé l'année suivante par la Convention montagnarde le 27 juillet 1793, sur demande de deux autres anciens membres de la Société des amis des Noirs, le conventionnel Henri Grégoire et le ministre de l'Intérieur Dominique Garat. Il y a à l'origine tout à la fois satisfaction d'une ancienne revendication de la Société des Amis des Noirs, des autres députés girondins et futurs montagnards anti-esclavagistes, comme d'une requête patriote des révolutionnaires de la base exprimée dans la nuit du 9 au 10 août par un membre d'une délégation de la municipalité parisienne à l'assemblée législative, dirigée par Jérôme Pétion autre ancien membre actif en 1790 et 1791 de la Société des Amis des Noirs. Quelques mois plus tôt, le 10 avril 1792, deux autres anciens membres de la Société, Condorcet et Pastoret, avaient tenté sans succès de faire abolir par une motion la traite des Noirs.
Gradualiste et paternaliste, le combat de la Société des Amis Noirs repose également sur une vision colonialiste de l’action de la France en Afrique et en Amérique, illustrée par le nouveau nom de la société après l’abolition de 1794 « Société des Amis des Noirs et des Colonies ». Selon elle, pour être en accord avec la Déclaration des Droits de l’Homme, il faut laisser les Noirs en Afrique et leur apporter les techniques agricoles européennes pour créer une main-d’œuvre libre capable d’exploiter pour le compte de la France les sols et richesses du continent, faisant de l’Afrique un « grenier et un marché pour la France » ainsi qu’une terre d’éducation aux idéaux des droits de l’Homme. Avant-gardiste dans son opposition à la traite et à l’esclavage, la Société est ainsi aussi annonciatrice de l’idéologie de la mission civilisatrice de la France qui fondera la deuxième aventure coloniale au XIXe siècle.

## Le Directoire; deuxième Société
Sous le Directoire, une Société des amis des noirs et des colonies vit le jour avec à sa tête quelques-uns des anciens membres de la première (l'abbé Grégoire, Lanthenas) entre novembre 1797 et mars 1799 . En 1999, sont publiés les procès-verbaux des séances de ces deux sociétés qui confirment la modération de leurs plans.

## Sources primaires
- Société des Amis des Noirs et des colonies et Nicolas de Condorcet, Réglemens de la Société des amis des noirs, 1789 (BNF 40025966, lire en ligne).. Suivi d'un Tableau des membres de la Société des amis des Noirs. Année 1789.